# Golfbaan Delfland
Golfbaan Delfland is een Nederlandse golfbaan die in recreatiegebied Midden-Delfland ligt, in de provincie Zuid-Holland.

## De golfbaan
Delfland heeft een 27 holes golfbaan in de polders buiten Schipluiden, ontworpen door golfbaanarchitect Gerard Jol. Oorspronkelijk was de baan 18 holes lang (de zogenaamde rode en gele lus), maar in 2009 was de blauwe lus, een uitbreiding met 9 holes, gereed. Daarnaast zijn er 9 holes op de Par 3 Challenge Course beschikbaar.
Delfland is een openbare baan. Om er te spelen is geen lidmaatschap of abonnement nodig; golfers betalen slechts per keer dat er gespeeld wordt.

## Geschiedenis
Per april 2008 heeft de baan de NGF D-status.
Begin 2015 stapte de golfbaan in het Committed to Green-programma van de Nederlandse Golf Federatie (NGF).  Dit leidde in 2017 tot het GEO-certificaat, een keurmerk voor golfbanen die milieuvriendelijk beheerd worden.

## NK Dames
In 2008 werd het Nationaal Kampioenschap voor damesprofessionals op Delfland gehouden. Titelverdedigster was Marjan de Boer. Mette Hageman won het toernooi.